# Efecte dòmino
|  | Per a altres significats, vegeu «efecte dòmino (desambiguació)». |

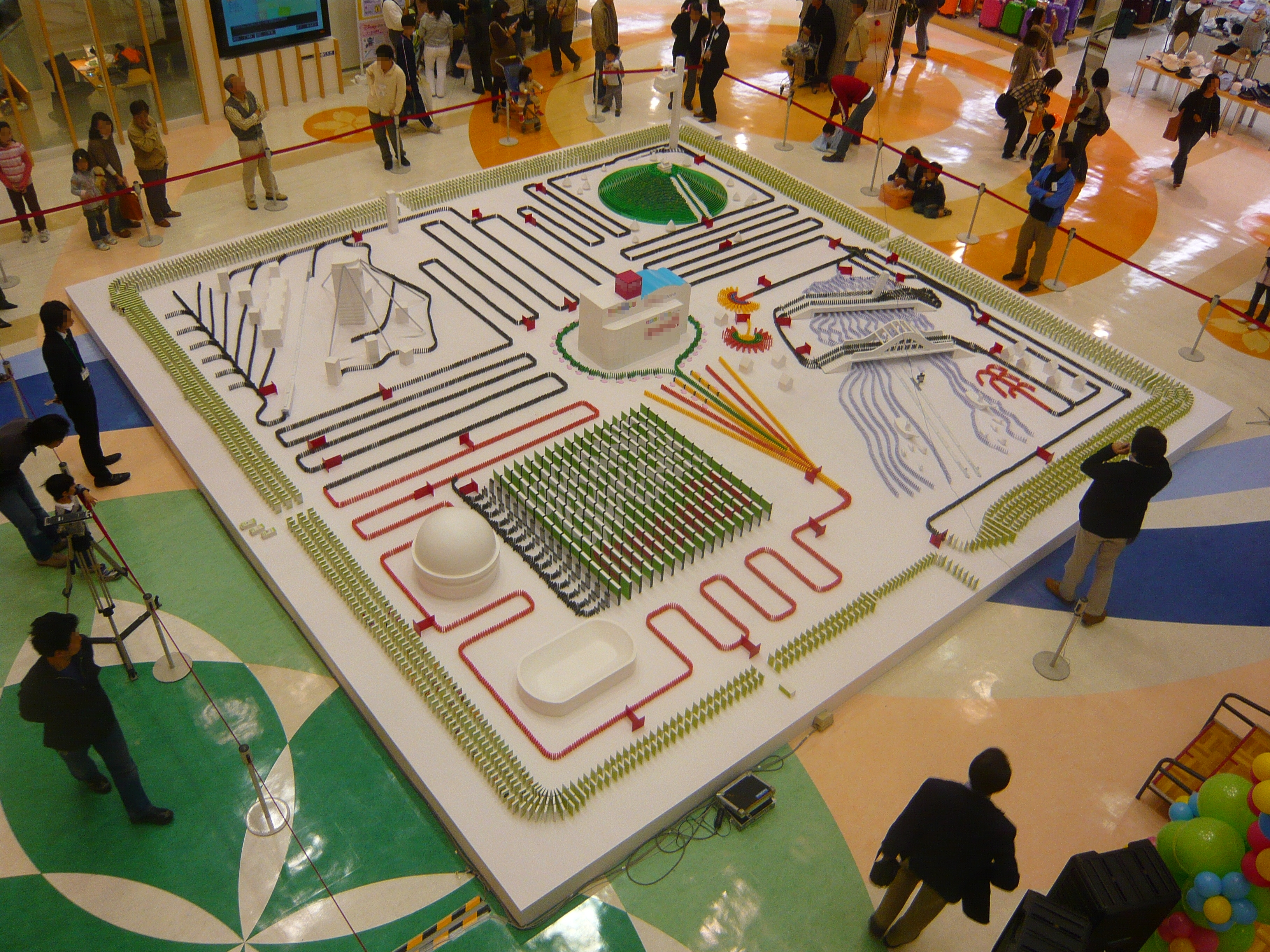
Un esdeveniment de l'efecte dòmino.

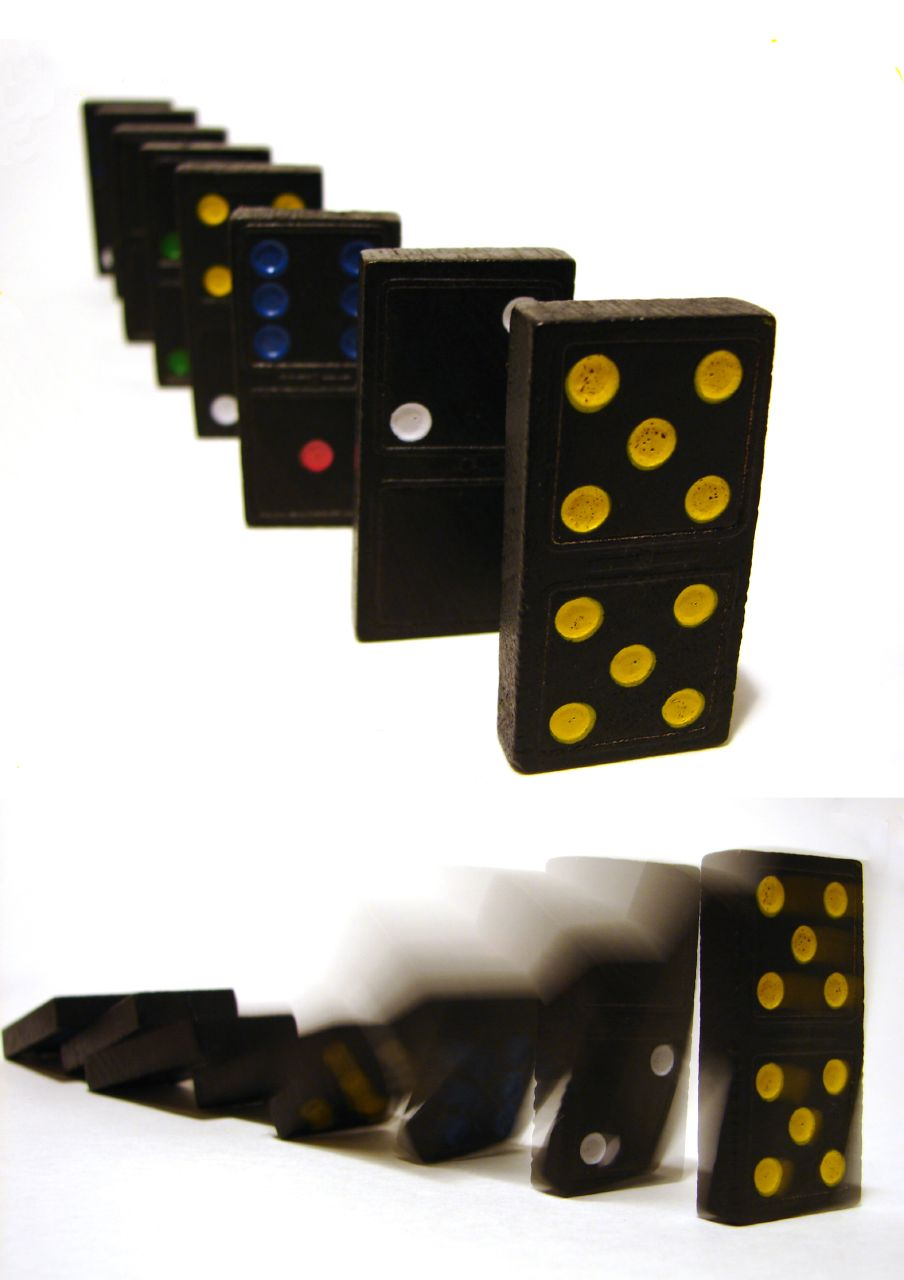
Dalt: les fitxes de dòmino són dempeus. A baix: les fitxes de dòmino en moviment.

L'efecte dòmino o reacció en cadena és l'efecte acumulatiu produït quan un esdeveniment origina una cadena d'altres esdeveniments similars.
Es produeix quan un petit canvi origina un canvi similar al seu costat, que després en causa un altre similar, i així successivament en una seqüència lineal, per analogia amb la caiguda d'una filera de fitxes de dòmino col·locades en posició vertical. L'efecte dòmino també pot fer referència a una cadena d'esdeveniments no materials.
El terme, en els seus diferents usos, s'ha fet popular per la seva analogia amb una fila de fitxes de dòmino al caure una darrera l'altre, encara que típicament es refereix a una seqüència enllaçada d'esdeveniments o fets on el temps entre esdeveniments successius pot ser relativament curt, (o no, com el cas de quan es copia una falsedat a internet). Pot ser utilitzat literalment (una sèrie observada de col·lisions reals) o de forma metafòrica (connexions causals dins de sistemes com la política o les finances globals).

## Demostració de l'efecte
L'efecte dòmino pot fàcilment ser visualitzat situant un fila de peces del dòmino, a breu distància l'una de l'altra, recolzades en el cantó petit. Empenyent la primera peça, aquesta causarà la caiguda de la següent i així de forma successiva, disparant la cadena lineal en la qual cada peça fa caure aquella que té immediatament davant seu. L'efecte és el mateix independentment de la llargària de la cadena. L'energia emprada en el procés és l'energia potencial, acumulada per les peces quan són col·locades en posició metaestable, de fet, l'energia transferida per cada caiguda és superior a aquella necessària per fer caure la peça que segueix.
L'efecte dòmino és explotat en les màquines de Rube Goldberg.